# Casas Adobes
Casas Adobes – miejscowość spisowa (obszar niemunicypalny) w Stanach Zjednoczonych, w stanie Arizona, w hrabstwie Pima.